# Rektyfikacja (postępowanie administracyjne)
Rektyfikacja - uzupełnienie lub sprostowanie elementów decyzji administracyjnej lub orzeczenia.
Zgodnie z art. 111 kodeksu postępowania administracyjnego strona może w terminie czternastu dni od doręczenia lub ogłoszenia decyzji zażądać jej uzupełnienia co do rozstrzygnięcia bądź co do praw odwołania, wniesienia w stosunku do decyzji powództwa do sądu powszechnego lub skargi do sądu administracyjnego albo sprostowania zamieszczonego w decyzji pouczenia w tych kwestiach. W takiej sytuacji terminy dla strony do wniesienia odwołania, powództwa lub skargi biegną od dnia doręczenia jej odpowiedzi.
Nie można tego typu żądania złożyć, jeżeli w piśmie organu administracyjnego nie ma w ogóle rozstrzygnięcia o istocie sprawy, ponieważ nie jest decyzja administracyjna.
Uzupełnienie decyzji administracyjnej w zakresie rozstrzygnięcia następuje w drodze postanowienia, na które przysługuje zażalenie.
Zgodnie z art. 113 kodeksu postępowania administracyjnego organ administracji publicznej może z urzędu lub na żądanie strony prostować w drodze postanowienia błędy pisarskie i rachunkowe oraz inne oczywiste omyłki w wydanych przez ten organ decyzjach. Na postanowienie w sprawie sprostowania i wyjaśnienia służy zażalenie.